# Manggungan
Manggungan is een bestuurslaag in het regentschap Indramayu van de provincie West-Java, Indonesië. Manggungan telt 5069 inwoners (volkstelling 2010).